# كاميل مويزينغا
كاميل مويزينغا (بالفرنسية: Camille Muzinga)‏ (ولد في 6 ديسمبر 1980) هو لاعب كرة قدم كونغولي ديمقراطي دولي سابق.

## المسيرة الرياضية مع الأندية
لعب مويزينغا عدة مواسم مع لوكيرين في الدوري البلجيكي الممتاز.

## المسيرة الرياضية مع المنتخب
شارك في بطولة كأس الأمم الأفريقية لكرة القدم 2004 مع منتخب جمهورية الكونغو الديمقراطية الذي احتل المركز الرابع والأخير في المجموعة الأولى بثلاث خسائر متتالية.

## الإنجازات
- رابيد بوخارست
  - دوري الدرجة الأولى (1): 2002-03